# Helmut Lausen
Helmut Lausen (* 9. Juni 1952) ist ein ehemaliger deutscher Fußballspieler.

## Werdegang
Helmut Lausen spielte von 1970 an für die Seniorenmannschaft von Schwarz-Weiß Essen, bevor er zur Saison 1974/75 zum Wuppertaler SV in die Bundesliga wechselte. Zum Spielzeitende ereilte ihn mit seinen Mitspielern der Abstieg in die 2. Bundesliga. Dort lief Lausen die nächsten drei Spielzeiten auf, dann wechselte er zum Bundesligisten Borussia Mönchengladbach. Nach zwei Jahren ging er zum SV Holzwickede. Diesen verließ er nach einem Jahr und kehrte zu Schwarz-Weiß Essen zurück, wo er noch zwei Jahre spielte.
Lausen gehört bis heute zusammen mit Michael Schmidt zu den Haltern eines Negativrekordes: In seinen ersten 24 Bundesligaspielen konnte er keinen Sieg erringen. Erst in seinem 25. Spiel gelang ihm mit Gladbach mit einem 4;1 gegen Arminia Bielefeld der erste Sieg in der 1. Bundesliga.